# Radovljica
Radovljica je grad i središte istoimene općine u sjevernoj Sloveniji u blizini granice s Austrijom. Grad pripada pokrajini Gorenjskoj i statističkoj regiji Gorenjskoj.

## Stanovištvo
Prema popisu stanovništva iz 2002. godine Radovljica je imala 5.937 stanovnika.

## Vanjske poveznice
- Službena stranica općine
- Satelitska snimka grada  Arhivirana inačica izvorne stranice od 29. srpnja 2017. (Wayback Machine)